# Гирс, Александр Александрович (учёный)
Алекса́ндр Алекса́ндрович Гирс (1913—1983) — советский учёный-климатолог, доктор географических наук, профессор, заслуженный деятель науки РСФСР.

## Биография
Родился 18 августа 1913 года[по какому календарю?] в селе Заборье Витебской области[уточнить].
После окончания в 1939 году физического факультета Ленинградского университета работал в Арктическом научно-исследовательском институте (АНИИ).
Во время Великой Отечественной войны летом и осенью 1941 года был на оборонных работах в Ленинграде; в 1943 году окончил аспирантуру и был командирован в Арктику, где занимался научно-оперативным гидрометеорологическим обеспечением морских и воздушных операций на трассе Северного морского пути.
Изучал вертикальную структуру арктической атмосферы и подготовил две важные для полярников работы: «Вертикальная структура атмосферы в западном районе Советской Арктики и её сезонные изменения» и «Руководство по производству и обработке аэрологических наблюдений на полярных станциях». В 1945 году защитил кандидатскую диссертацию, а в 1949 году — докторскую на тему «Вертикальная структура, формирование и преобразование основных типов атмосферной циркуляции»; в 1951 году получил учёное звание профессора.
В 1956—1982 годах А. А. Гирс возглавлял отдел долгосрочных метеорологических прогнозов АНИИ. Им была создана школа макроциркуляционного метода долгосрочных прогнозов погоды; за время с 1891 по 1969 годы он выделил пять синоптических многолетних циклов, продолжительность каждого из которых — от 8 до 20 лет; относительно влияния солнечной активности на планетарные процессы  он указывал, что атмосфера развивается в основном без участия внешних возмущающих факторов, однако солнечные вспышки увеличивают меридиональные переносы, но приводит к формированию цикла меридиональных форм циркуляции. В 1960 году им выпущена книга «Основы долгосрочных прогнозов погоды» (Л.: Гидрометеоиздат, 1960. — 560 с.); в 1974 году — «Макроциркуляционный метод долгосрочных метеорологических прогнозов» (Л.: Гидрометеоиздат, 1974. — 488 с.). Результаты многолетнего мониторинга циркуляции атмосферы, охватывающие период с 1891 года, применяются в современных исследованиях: для анализа климатической изменчивости циркуляции атмосферы в Северном полушарии используется классификация атмосферных макропроцессов Г. Я. Вангенгейма-А. А. Гирса; а один из лучших его учеников Алексей Иванович Савичев создал уникальный аналоговый метод долгосрочных прогнозов погоды, успешно используемый и поныне.
Умер 30 апреля 1983 года.

## Награды
А. А. Гирс был награждён орденом Трудового Красного Знамени, двумя орденами «Знак Почета», медалью «За трудовую доблесть», знаками «Почетный полярник», «Отличник Гидрометеослужбы СССР».